# Božena Němcová
Božena Němcová (Viena, 4 de fevereiro de 1820 — Praga, 21 de janeiro de 1862) foi uma escritora checa.